# GP Laguna Poreč 2018
De vierde editie van de Kroatische wielerwedstrijd GP Laguna Poreč werd gehouden op 18 februari 2018. De wedstrijd startte in Funtana en finishte 161 kilometer later in Zelena Laguna. De wedstrijd maakte deel uit van de UCI Europe Tour 2018, in de categorie 1.2. De Italiaan Paolo Totò volgde zijn landgenoot Andrea Toniatti, die nu derde werd, op als winnaar.

## Uitslag
| Plaats  | Naam                 | Ploeg                     | Tijd     |
| ------- | -------------------- | ------------------------- | -------- |
| Winnaar | Paolo Totò           | Sangemini-MG.Kvis         | 4u05'32" |
| 2       | Lukas Schlemmer      | Felbermayr-Simplon Wels   | + 13"    |
| 3       | Andrea Toniatti      | Colpack                   | z.t.     |
| 4       | Jaka Primožič        | Kranj                     | z.t.     |
| 5       | Tadej Pogačar        | Ljubljana Gusto Xaurum    | z.t.     |
| 6       | Jure Golčer          | Adria Mobil               | z.t.     |
| 7       | Markus Eibegger      | Felbermayr-Simplon Wels   | z.t.     |
| 8       | Filippo Fortin       | Felbermayr-Simplon Wels   | + 1'13"  |
| 9       | Enrico Zanoncello    | Colpack                   | z.t.     |
| 10      | Dušan Rajović        | Adria Mobil               | z.t.     |
| 11      | Georg Zimmermann     | Tirol                     | z.t.     |
| 12      | Matteo Draperi       | Sangemini-MG.Kvis         | z.t.     |
| 13      | Ferenc Szöllősi      | Pannon                    | z.t.     |
| 14      | Matic Veber          | Bled                      | z.t.     |
| 15      | Riccardo Stacchiotti | MsTina-Focus              | z.t.     |
| 16      | Dominik Hrinkow      | Hrinkow Advarics Cycleang | z.t.     |
| 17      | Nicola Gaffurini     | Sangemini-MG.Kvis         | z.t.     |
| 18      | Lukas Malgay         | Veloclub Ratisbona        | z.t.     |
| 19      | Josip Rumac          | Meridiana Kamen           | z.t.     |
| 20      | Nicolas Dalla Valle  | Colpack                   | z.t.     |

2015 ·
2016 ·
2017 ·
2018